# Curtomerus puncticollis
Curtomerus puncticollis là một loài bọ cánh cứng trong họ Cerambycidae.